# Funitelul Hakone

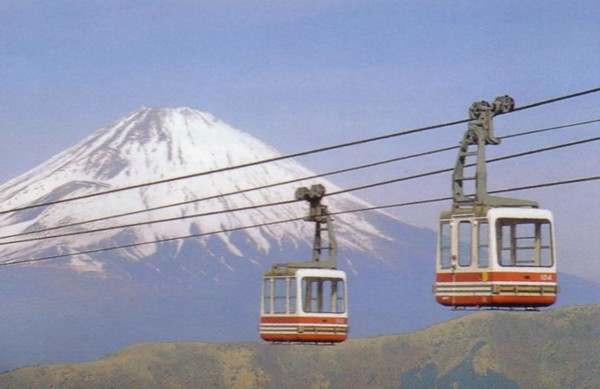
Funitelul Hakone, înainte de renovare, cu Muntele Fuji în fundal

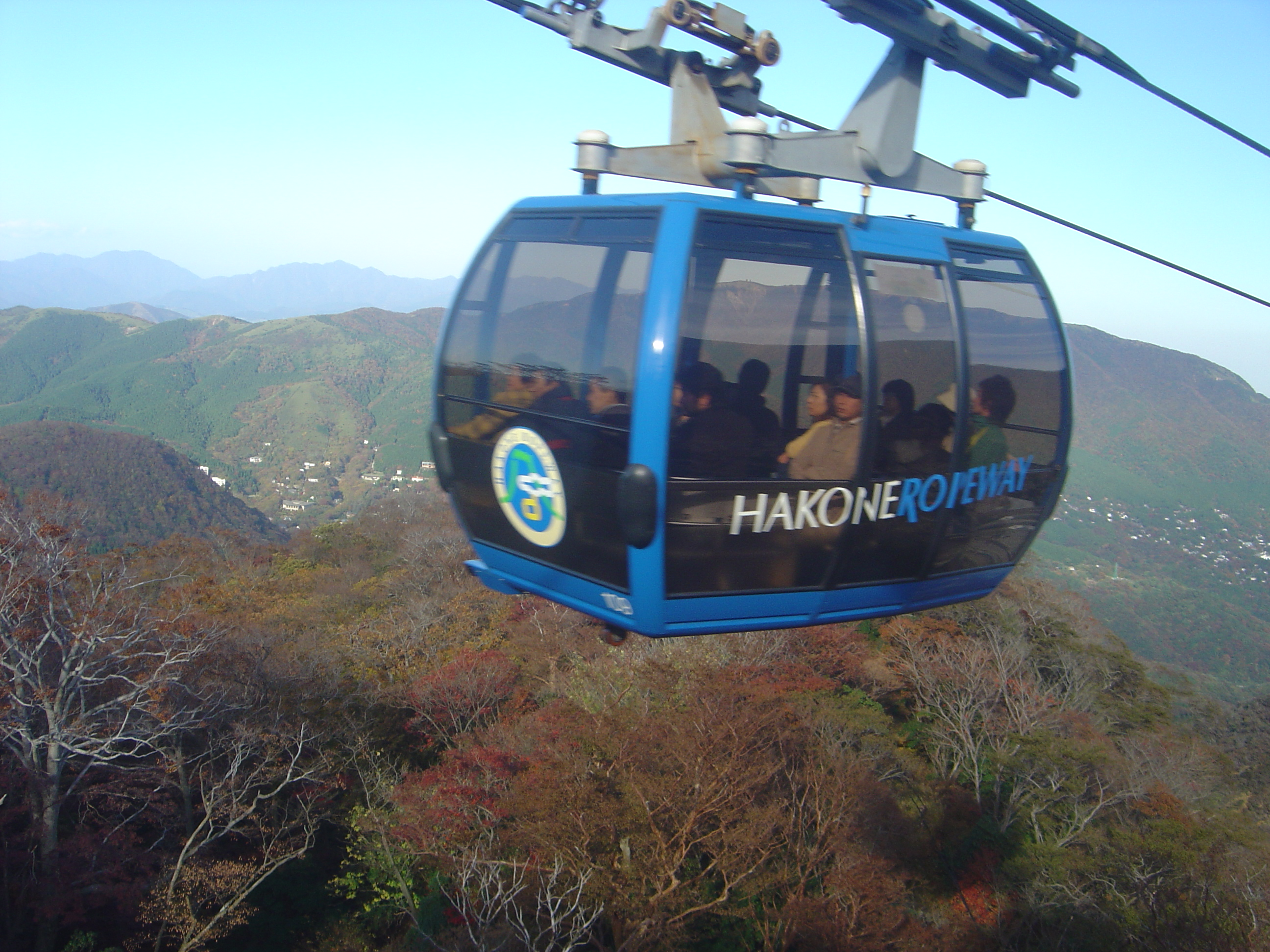
Funitelul Hakone astăzi

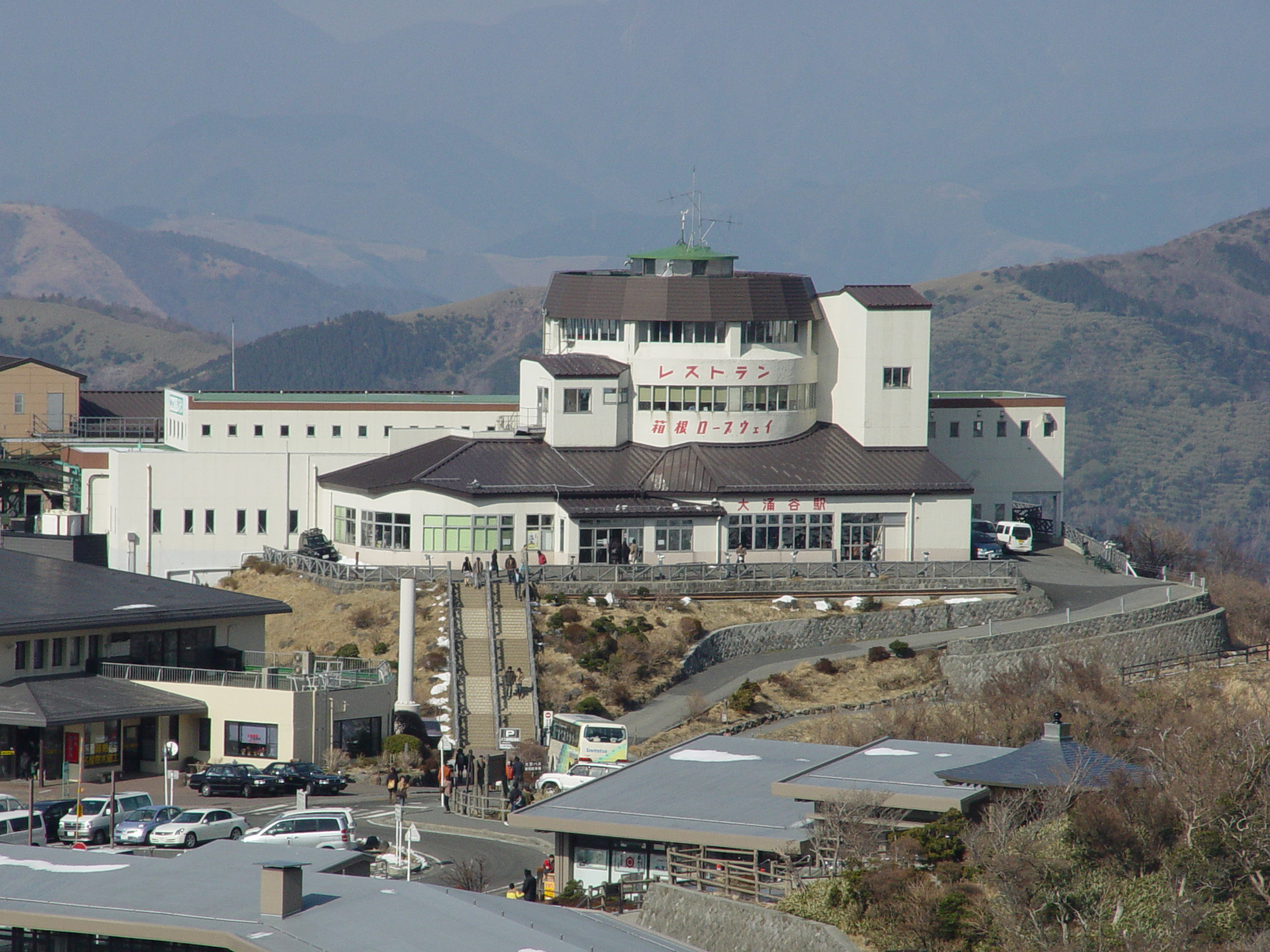
Stația Ōwakudani

Funitelul Hakone (箱根ロープウェイ Hakone Rōpuwei?) este numele unui mijloc de transport aerian și al operatorului acestuia. Funitelul asigură legătura dintre Sōunzan și Tōgendai via Ōwakudani, toate în Hakone, Kanagawa, Japonia. Linia a devenit funitel în 2002, cel de-al doilea de acest fel din țară, după funitelul Hashikurasan. Face parte din traseul turistic dintre Odawara și Lacul Ashi. Compania aparține grupului Odakyū.

## Statistici
Funitelul Hakone a fost o singură linie până în 2001, când funcționa ca telegondolă. Din 2002, a devenit un sistem format din două secțiuni de funitel distincte, deși ele sunt încă considerate ca fiind aceeași linie.

### Între Sōunzan și Ōwakudani
- Sistem:
  - Telegondolă, până în 2001
  - Funitel, din 2002
- Distanță: 1,4 km
- Diferența de altitudine: 281 m
- Pantă maximă: 25°33'
- Viteza de exploatare: 5 m/s
- Capacitate de pasageri pe cabină: 18
- Cabine: 18

### Între Ōwakudani și Tōgendai
- Sistem:
  - Telegondolă, până în 2006
  - Funitel, din 2007
- Distanța: 2,5 kilometri
- Diferența de altitudine: 298 m
- Pantă maximă: 19°42'
- Viteza de exploatare: 5 m/s
- Capacitate de pasageri pe cabină: 18
- Cabine: 30

## Stații

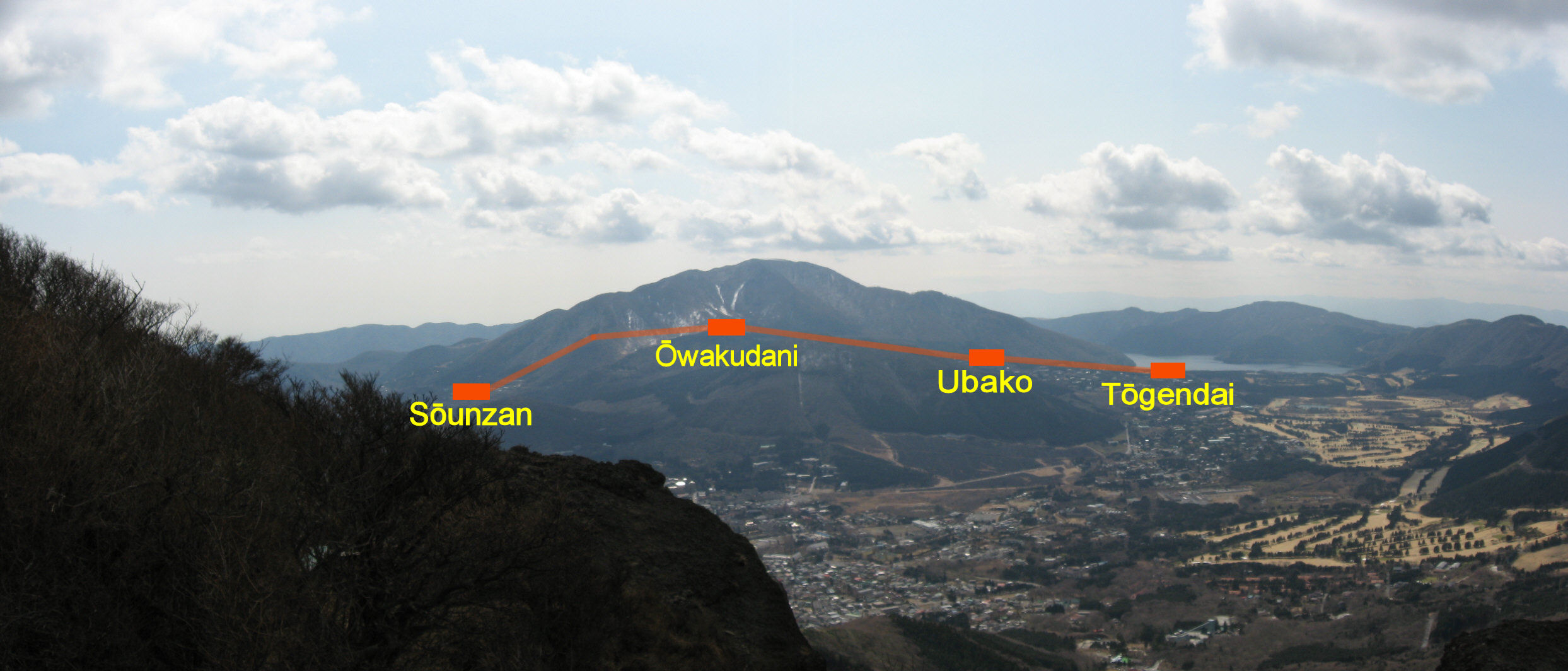
Ruta funitelului Hakone.

Toate stațiile de la Hakone, Kanagawa.
| Nu   | Numele    | Japoneze | Distanța | Altitudine | Transferuri                                                      |
| ---- | --------- | -------- | -------- | ---------- | ---------------------------------------------------------------- |
| OH62 | Sōunzan   | 早雲山   | 0,0 km   | 767 m      | Linia Hakone Tozan, Funicularul Hakone Tozan                     |
| OH63 | Ōwakudani | 大涌谷   | 1,2 km   | 1044 m     |                                                                  |
| OH64 | Ubako     | 姥子     | 2,4 km   | 878 m      |                                                                  |
| OH65 | Tōgendai  | 桃源台   | 4,0 km   | 740 m      | Croaziera turistică Hakone (O linie de croazieră pe Lacul Ashi.) |